# Luigi Santamaria
Luigi Santamaria (Napoli, 14 novembre 1835 – Napoli, 1912), fu uomo di cultura, professore di lingua e letteratura francese presso diverse scuole della città di Napoli e presso il Regio Collegio Militare.
Fu fondatore e direttore delle scuole tecniche municipali di Napoli, fondatore e Direttore onorario della scuola tecnica di Portici, fondatore e Direttore onorario delle Scuola Professionale Serale di Napoli (Scuola ferroviaria) nel 1879 cui diede il suo nome e che funzionò fino al 1927, primo esempio di scuola serale per studenti lavoratori in Italia.
Eletto consigliere Comunale a Napoli nel 1883 e nel 1889, vice Sindaco (sez.Stella) nel 1884, assessore con il carico della Pubblica Istruzione nel 1885 e 1887. 
La sua opera principale è stata una monografia pubblicata nel 1880 dal titolo "Le scuole di Napoli"
La città di Napoli negli anni '90 gli ha dedicato una via nella zona Pianura.
In alcuni documenti compare come Luigi Santa Maria.